# Union sportive de Sinnamary
Maillots

L'Union Sportive de Sinnamary est un club guyanais de football basé à Sinnamary.
Le club joue ses matchs à domicile au stade omnisports de Sinnamary, doté de 2 500 places.

## Palmarès
- Championnat de Guyane
  - Champion : 1993, 1994, 1997, 2025

- Coupe de Guyane
  - Vainqueur : 1996, 1998, 2002
  - Finaliste : 1999

- Coupe de France régionale
  - Vainqueur : 1994, 2020

- Coupe D.O.M.
  - Vainqueur : 1993

## Anciens joueurs
- Jean-Claude Darcheville
- Sloan Privat